# Progetto di ferrovia Genova-Piacenza
La ferrovia Genova-Piacenza è stata una linea progettata ma mai realizzata che avrebbe dovuto collegare Genova con Piacenza attraverso la val Bisagno e la val Trebbia o secondo altre varianti negli anni '30.

## Storia
La Ferrovia Milano-Bologna arrivò nel 1859 a Piacenza e il duca di Parma e Piacenza, Roberto I, poco prima della sua deposizione pensò di raggiungere Genova, più facilmente e senza passare per il Piemonte, attraverso la val Trebbia, nel 1865 il principe di Napoli e futuro re d'Italia Umberto di Savoia rilanciò l'idea.
Nel 1872 si costituì un consorzio degli istituti di credito per la realizzazione di una linea ferroviaria che, per le valli del Bisagno e della Trebbia, allacciasse Genova e Piacenza, il progetto dell'ingegnere Soldati presentato il 28 settembre 1874 a causa delle enormi difficoltà non ebbe seguito.
In val Trebbia venne creato nel 1895 anche un comitato per la creazione della ferrovia, il comitato prevedeva una linea più corta con pendenze massime tra il 3 e il 7 per mille e con un'unica punta del 10 per mille e la quota più alta presso Isola di Rovegno (GE), i maggiori problemi si registravano nel tratto montuoso fino a Rivergaro, dopo con il tratto in pianura le difficoltà erano minime. Il comitato inoltre criticò la costruzione di linee sottoutilizzate come la succursale dei Giovi.
L'ingegner Guglielmo Della Cella pensò a una diversa soluzione, a una ferrovia che attraverso Chiavari e la val Fontanabuona raggiungesse Bettola in val Nure da dove partiva la ferrovia Piacenza-Bettola (aperta nel 1932 e chiusa nel 1967).

## Percorso
Ecco il percorso progettato:
| Continuation backward |

| Station on track |

| Unknown route-map component "exTUNNEL2" |

| Unknown route-map component "exWBRÜCKE2" |

| Unknown route-map component "exTUNNEL2" |

| Unknown route-map component "exWBRÜCKE2" |

| Unknown route-map component "exTUNNEL2" |

| Unknown route-map component "exWBRÜCKE2" |

| Unknown route-map component "exTUNNEL2" |

| Unknown route-map component "exTUNNEL2" |

| Unknown route-map component "exTUNNEL1" |

| Unknown route-map component "exTUNNEL2" |

| Unknown route-map component "exTUNNEL1" |

| Unknown route-map component "exTUNNEL1" |

| Unknown route-map component "exTUNNEL1" |

| Unknown route-map component "exTUNNEL1" |

| Unknown route-map component "exTUNNEL1" |

| Unknown route-map component "exSTR+GRZq" |

| Unknown route-map component "exWBRÜCKE2" |

| Unknown route-map component "exTUNNEL2" |

| Unknown route-map component "exSTR+GRZq" |

| Unknown route-map component "exHST" |

| Unknown route-map component "exWBRÜCKE2" |

| Unknown route-map component "exTUNNEL2" |

| Unknown route-map component "exTUNNEL2" |

| Unknown route-map component "exTUNNEL2" |

| Unknown route-map component "exTUNNEL2" |

| Unknown route-map component "exTUNNEL2" |

| Unknown route-map component "exTUNNEL2" |

| Unknown route-map component "exTUNNEL2" |

| Unknown route-map component "exWBRÜCKE2" |

| Unknown route-map component "exTUNNEL1" |

| Unknown route-map component "exTUNNEL2" |

| Unknown route-map component "exTUNNEL2" |

| Unknown route-map component "exTUNNEL2" |

| Unknown route-map component "exWBRÜCKE2" |

| Unknown route-map component "exHST" |

| Unknown route-map component "exSTR+GRZq" |

| Unknown route-map component "exTUNNEL2" |

| Unknown route-map component "exTUNNEL2" |

| Unknown route-map component "exTUNNEL2" |

| Unknown route-map component "exTUNNEL2" |

| Unknown route-map component "exHST" |

| Station on track |